# Europese volleyballeague mannen 2012
De Europese Volleyballeague mannen 2012 was de negende editie van de Europese Volleyballeague, dat bestaat uit 10 Europese volleybalteams uit de volgende landen: Oostenrijk, Tsjechië, Denemarken, Griekenland, Israël, Nederland, Roemenië, Slowakije, Spanje en Turkije. Een voorronde werd gespeeld van 24 mei 2012 tot en met 24 juni, de final four op 30 juni 2012 en 1 juli 2012 in Ankara, Turkije. Het toernooi werd gewonnen door Nederland door in de finale Turkije met 3-2 te verslaan (setstanden: 25-16, 25-15, 22-25, 23-25 en 26-24). Hierdoor plaatste Nederland zich voor de kwalificaties voor de FIVB World League 2013.

## Deelnemende landen
- Oostenrijk
- Tsjechië
- Denemarken
- Griekenland

- Israël
- Nederland
- Roemenië
- Slowakije

- Spanje
- Turkije

## Groepsfase
- Het gastland voor de final four, de groepswinnaars en de beste nummer 2 kwalificeren zich voor de eindronde indien het gastland als eerste of als 2e  eindigt in de groep, zal beste nummer 2 zich kwalificeren voor de eindronde.

Puntenverdeling
- bij winst met 3-0 of 3-1: 3 punten voor de winnaar; 0 punten voor de verliezer
- bij winst met 3-2: 2 punten voor de winnaar; 1 punt voor de verliezer

### Groep A
|      |             |     | Wedstrijden | Wedstrijden | Sets | Sets | Sets |
| Rank | Team        | Pts | W           | L           | W    | L    |      |
| ---- | ----------- | --- | ----------- | ----------- | ---- | ---- | ---- |
| 1    | Spanje      | 30  | 11          | 1           | 35   | 15   |      |
| 2    | Slowakije   | 23  | 7           | 5           | 29   | 19   |      |
| 3    | Israël      | 14  | 5           | 7           | 20   | 27   |      |
| 4    | Denemarken  | 14  | 4           | 8           | 19   | 28   |      |
| 5    | Griekenland | 9   | 3           | 9           | 17   | 31   |      |

#### Speelronde 1
| Toernooi in Katerini (Griekenland) |             |             |     |
| 24 mei                             | Israël      | Slowakije   | 0:3 |
|                                    | Spanje      | Griekenland | 3-0 |
| 25 mei                             | Slowakije   | Spanje      | 1-3 |
|                                    | Griekenland | Israël      | 3-0 |
| 26 mei                             | Spanje      | Israël      | 3-0 |
|                                    | Slowakije   | Griekenland | 2-3 |

#### Speelronde 2
| Toernooi in Teruel (Spanje) |             |             |     |
| 1. Juni                     | Griekenland | Slowakije   | 0-3 |
|                             | Spanje      | Denemarken  | 3-2 |
| 2 juni                      | Denemarken  | Slowakije   | 3-2 |
|                             | Spanje      | Griekenland | 3-1 |
| 3 juni                      | Griekenland | Denemarken  | 0-3 |
|                             | Slowakije   | Spanje      | 2-3 |

#### Speelronde 3
| Toernooi in Ra'anana (Israël) |             |             |     |
| 8 juni                        | Israël      | Denemarken  | 3-0 |
|                               | Slowakije   | Griekenland | 3-1 |
| 9 juni                        | Denemarken  | Slowakije   | 0-3 |
|                               | Griekenland | Israël      | 1-3 |
| 10 juni                       | Denemarken  | Griekenland | 3-1 |
|                               | Israël      | Slowakije   | 2-3 |

#### Speelronde 4
| Toernooi in Gentofte (Denemarken) |             |             |     |
| 15 juni                           | Griekenland | Israël      | 2-3 |
|                                   | Denemarken  | Spanje      | 0-3 |
| 16 juni                           | Israël      | Spanje      | 1-3 |
|                                   | Griekenland | Denemarken  | 3-2 |
| 17 juni                           | Denemarken  | Israël      | 3-1 |
|                                   | Spanje      | Griekenland | 3-2 |

#### Speelronde 5
| Toernooi in Košice (Slowakije) |            |            |     |
| 22 juni                        | Israël     | Spanje     | 3-2 |
|                                | Slowakije  | Denemarken | 3-0 |
| 23 juni                        | Spanje     | Denemarken | 3-2 |
|                                | Israël     | Slowakije  | 1-3 |
| 24 juni                        | Denemarken | Israël     | 1-3 |
|                                | Slowakije  | Spanje     | 1-3 |

### Groep B
|      |            |     | Wedstrijden | Wedstrijden | Sets | Sets | Sets |
| Rank | Team       | Pts | W           | L           | W    | L    |      |
| ---- | ---------- | --- | ----------- | ----------- | ---- | ---- | ---- |
| 1    | Nederland  | 29  | 10          | 2           | 31   | 11   |      |
| 2    | Tsjechië   | 20  | 6           | 6           | 25   | 20   |      |
| 3    | Turkije    | 16  | 5           | 7           | 22   | 24   |      |
| 4    | Oostenrijk | 13  | 5           | 7           | 20   | 28   |      |
| 5    | Roemenië   | 12  | 4           | 8           | 9    | 26   |      |

#### Speelronde 1
| Toernooi in Piatra Neamț (Roemenië) |           |           |     |
| 25 mei                              | Tsjechië  | Turkije   | 3-0 |
|                                     | Roemenië  | Nederland | 0-3 |
| 26 mei                              | Turkije   | Nederland | 0-3 |
|                                     | Tsjechië  | Roemenië  | 3-0 |
| 27 mei                              | Nederland | Tsjechië  | 1-3 |
|                                     | Roemenië  | Turkije   | 3-1 |

#### Speelronde 2
| Toernooi in Istanboel (Turkije) |            |            |     |
| 1 juni                          | Nederland  | Roemenië   | 3-0 |
|                                 | Turkije    | Oostenrijk | 1-3 |
| 2 juni                          | Nederland  | Oostenrijk | 3-2 |
|                                 | Roemenië   | Turkije    | 0-3 |
| 3 juni                          | Oostenrijk | Roemenië   | 3-0 |
|                                 | Turkije    | Nederland  | 3-0 |

#### Speelronde 3
| Toernooi in Jablonec nad Nisou (Tsjechië) |            |            |     |
| 8. Juni                                   | Turkije    | Roemenië   | 3-0 |
|                                           | Tsjechië   | Oostenrijk | 3-1 |
| 9 juni                                    | Roemenië   | Oostenrijk | 3-1 |
|                                           | Turkije    | Tsjechië   | 3-1 |
| 10 juni                                   | Oostenrijk | Turkije    | 3-2 |
|                                           | Tsjechië   | Roemenië   | 0-3 |

#### Speelronde 4
| Toernooi in Rotterdam (Nederland) |            |            |     |
| 15 juni                           | Roemenië   | Tsjechië   | 0-3 |
|                                   | Nederland  | Oostenrijk | 3-0 |
| 16 juni                           | Tsjechië   | Oostenrijk | 2-3 |
|                                   | Roemenië   | Nederland  | 0-3 |
| 17 juni                           | Nederland  | Tsjechië   | 3-1 |
|                                   | Oostenrijk | Roemenië   | 1-3 |

#### Speelronde 5
| Toernooi in Hard (Oostenrijk) |            |            |     |
| 21 juni 17:25 uur             | Turkije    | Oostenrijk | 2-3 |
| 21 juni 20:20 uur             | Tsjechië   | Nederland  | 1-3 |
| 22 juni 17:25 uur             | Oostenrijk | Nederland  | 0-3 |
| 22 juni 20:20 uur             | Turkije    | Tsjechië   | 3-2 |
| 23 juni 17:25 uur             | Oostenrijk | Tsjechië   | 0-3 |
| 23 juni 20:25 uur             | Nederland  | Turkije    | 3-1 |

## Final Four
Gekwalificeerd voor de final four 
- Spanje
- Slowakije
- Nederland
- Turkije

|  | halve finale | halve finale |   |             | finale       | finale |
|  |              |              |   |             |              |        |
|  | 30 juni 2012 |              |   |             |              |        |
|  | Nederland    | 3            |   |             |              |        |
|  | Slowakije    | 0            |   |             |              |        |
|  |              |              |   |             |              |        |
|  |              |              |   |             | 1 juli 2012  |        |
|  |              |              |   |             | Nederland    | 3      |
|  |              | Turkije      | 2 |             |              |        |
|  |              |              |   |             |              |        |
|  |              |              |   |             | derde plaats |        |
|  | 30 juni 2012 | 30 juni 2012 |   | 1 juli 2012 | 1 juli 2012  |        |
|  | Turkije      | 3            |   | Slowakije   | 1            |        |
|  | Spanje       | 2            |   |             | Spanje       | 3      |

### Halve finales
| Datum   | Tijd  | Land      | Score | Land      | Set 1 | Set 2 | Set 3 | Set 4 | Set 5 | Totaal  |
| ------- | ----- | --------- | ----- | --------- | ----- | ----- | ----- | ----- | ----- | ------- |
| 30 juni | 14:00 | Nederland | 3-0   | Slowakije | 25-15 | 25-23 | 26-24 |       |       | 76-62   |
| 30 juni | 16:30 | Turkije   | 3-2   | Spanje    | 28-26 | 25-13 | 24-26 | 20-25 | 18-16 | 115-106 |

### Kleine Finale
| Datum  | Tijd  | Land      | Score | Land   | Set 1 | Set 2 | Set 3 | Set 4 | Set 5 | Totaal  |
| ------ | ----- | --------- | ----- | ------ | ----- | ----- | ----- | ----- | ----- | ------- |
| 1 juli | 12:30 | Slowakije | 1-3   | Spanje | 26-28 | 29-27 | 20-25 | 26-28 |       | 101-108 |

### Finale
| Datum  | Tijd  | Land      | Score | Land    | Set 1 | Set 2 | Set 3 | Set 4 | Set 5 | Totaal  |
| ------ | ----- | --------- | ----- | ------- | ----- | ----- | ----- | ----- | ----- | ------- |
| 1 juli | 15:00 | Nederland | 3-2   | Turkije | 25-16 | 25-15 | 22-25 | 23-25 | 26-24 | 121-105 |

## Eindrangschikking
| Rank   | Team        |
| ------ | ----------- |
| Goud   | Nederland   |
| Zilver | Turkije     |
| Brons  | Spanje      |
| 4      | Slowakije   |
| 5      | Tsjechië    |
| 6      | Israël      |
| 7      | Denemarken  |
| 8      | Oostenrijk  |
| 9      | Roemenië    |
| 10     | Griekenland |

- Nederland kwalificeert zich voor de kwalificatie voor de FIVB World League 2013.